# Quinta División del Ejército (Bolivia)
La Quinta División del Ejército es una de las diez divisiones del Ejército de Bolivia. Su misión es la conducción de operaciones militares y su sede se localiza en el municipio de Roboré, provincia Chiquitos, departamento de Santa Cruz.

## Historia
En 1932, año de inicio de la guerra del Chaco, la 5.ª División se componía por dos regimientos de infantería.
A fines de la década de 1970, el Ejército de Bolivia adoptó una organización que incorporó cuatro cuerpos de ejército. La Quinta División integró el II Cuerpo de Ejército hasta la disolución de este en los años noventa. Por entonces, la División se componía por un regimiento de infantería y un regimiento de caballería.
Organización de la década de 1990: cuatro regimientos de infantería, un regimiento de caballería, un regimiento de artillería y un batallón de ingeniería.

## Organización
Sus unidades dependientes son:
- el Regimiento de Fuerzas Especiales 10;
- el Regimiento de Infantería 13;
- el Regimiento de Infantería 14;
- el Regimiento de Infantería 15;
- el Regimiento de Caballería 6;
- y el Regimiento de Artillería 5.